# Anáhuac (Messico)
Anáhuac è un comune del Messico, situato nello stato di Nuevo León, il cui capoluogo è la località omonima.
Conta 18 194 abitanti (2015) e ha una estensione di 4572,87 km²; è l'unica municipalità del Nuevo Leon che confina con gli Stati Uniti.